# Nantes-en-Ratier
Nantes-en-Ratier és un municipi francès, situat a la regió d'Alvèrnia-Roine-Alps, al departament de la Isèra.